# Baltisch voetbalkampioenschap 1925/26
In 1924/25 werd het veertiende voetbalkampioenschap gespeeld dat georganiseerd werd door de Baltische voetbalbond. Vanaf dit jaar mochten ook de regionale vicekampioenen aantreden in de eindronde. VfB Königsberg werd kampioen en plaatste zich voor de eindronde om de Duitse landstitel waar de club in de eerste ronde verloor van Hertha BSC. Stettiner SC mocht als vicekampioen ook aantreden en kreeg een 8-2 van Holstein Kiel om de oren.

## Deelnemers aan de eindronde
| Club                   | Gekwalificeerd als            |
| ---------------------- | ----------------------------- |
| Danziger SC            | Kampioen van Danzig           |
| VfB Königsberg         | Kampioen van Oost-Pruisen     |
| Stettiner FC Titania   | Kampioen van Pommeren         |
| VfL Danzig             | Vicekampioen van Danzig       |
| SV Viktoria Allenstein | Vicekampioen van Oost-Pruisen |
| Stettiner SC           | Vicekampioen van Pommeren     |

## Eindstand
| Plaats | Club                   | Wed. | W | G | V | Saldo | Ptn. |
| ------ | ---------------------- | ---- | - | - | - | ----- | ---- |
| 1.     | VfB Königsberg         | 5    | 4 | 1 | 0 | 15:6  | 9:1  |
| 2.     | Stettiner SC           | 5    | 3 | 0 | 2 | 15:7  | 6:4  |
| 3.     | Stettiner FC Titania   | 5    | 2 | 1 | 2 | 18:12 | 5:5  |
| 4.     | SV Viktoria Allenstein | 5    | 2 | 0 | 3 | 11:12 | 4:6  |
| 5.     | Danziger SC            | 5    | 2 | 0 | 3 | 8:22  | 4:6  |
| 6.     | VfL Danzig             | 5    | 1 | 0 | 4 | 7:15  | 2:8  |

|  | Kampioen                 |
|  | Geplaatst voor eindronde |